# Будинок Чехова
Будиночок Чехова (рос. Домик Чехова) — державний меморіальний музей, розташований в Таганрозі в невеликому флігелі (вул. Чехова, 69), в якому народився А. П. Чехов.

## Історія

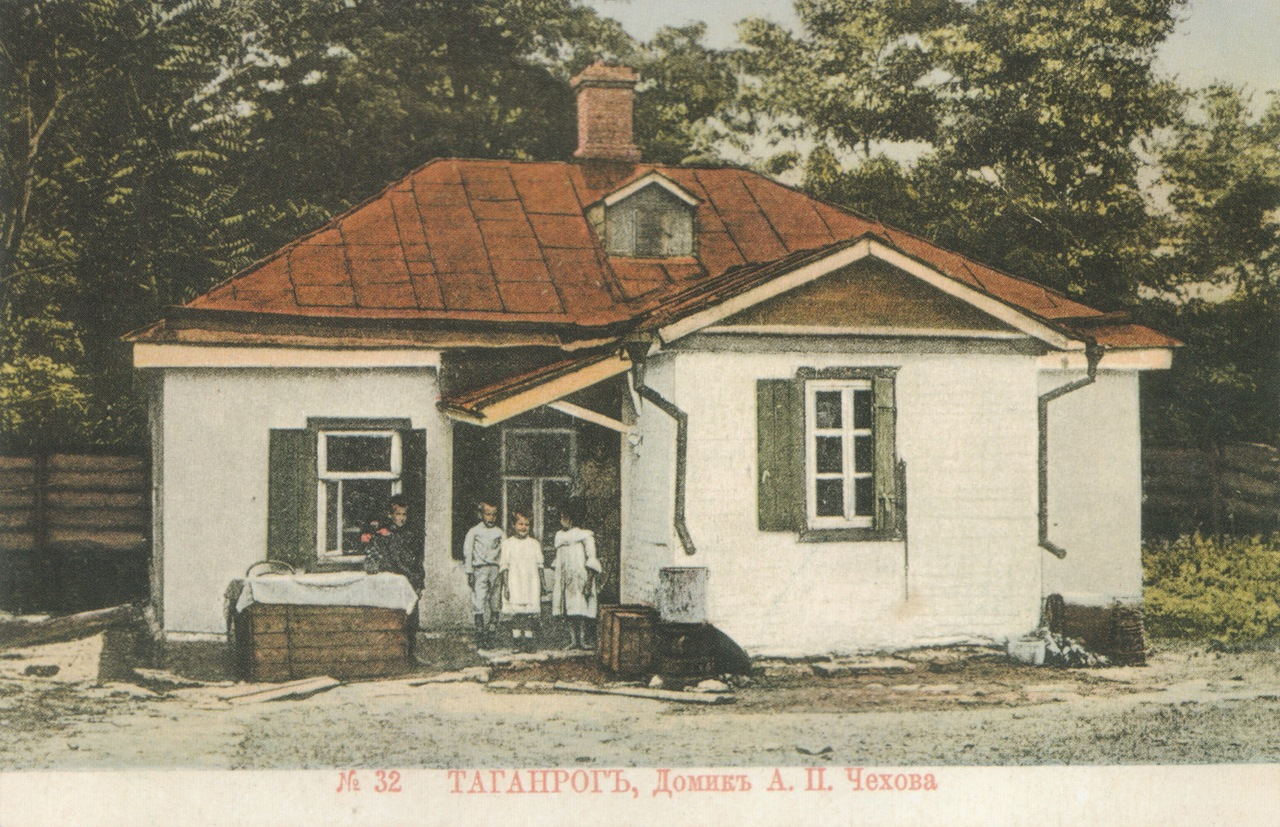
Будинок А. П. Чехова на дореволюційній листівці

Будівля флігеля відноситься до 1850 року. Побудована з глинобитної цегли, оштукатурена, вибілена. Площа будинку становить 30,5 м2. Розташований на території колишнього домоволодіння таганрозького купця А. Д. Гнутова. В ті часи тут знаходилися 3 невеликих флігеля, каретний сарай і господарські будівлі. Купець 3-ї гільдії П. Є. Чехов проживав з родиною у цьому флігелі з кінця 1859 по березень 1861 року. По всій видимості, Павла Єгоровича Чехова залучила до цього флігелю прийнятна ціна за оренду, а також близькість до Петровської площі, де йому належала бакалійна лавка. Саме тут 29 січня 1860 року народився третій син Чехових, Антон, майбутній великий письменник.

## Історія створення музею
До п'ятдесятиріччя з дня народження Чехова, в 1910 році, за ініціативою Є. М. Гаршина, брата відомого письменника, на стіні будинку з'явилася меморіальна дошка. Гаршин був ініціатором створення в будинку постійного музею.
У січні 1910 року М. М. Андрєєв-Туркін доповідав на засіданні Чеховського гуртка, що місто вирішило почекати з покупкою через непомірно високу ціну, запропоновану власницею пані Коваленко. За оцінкою міста місце це коштувало 4500-5000 рублів, а Коваленко запропонувала ціну в 10000 рублів.

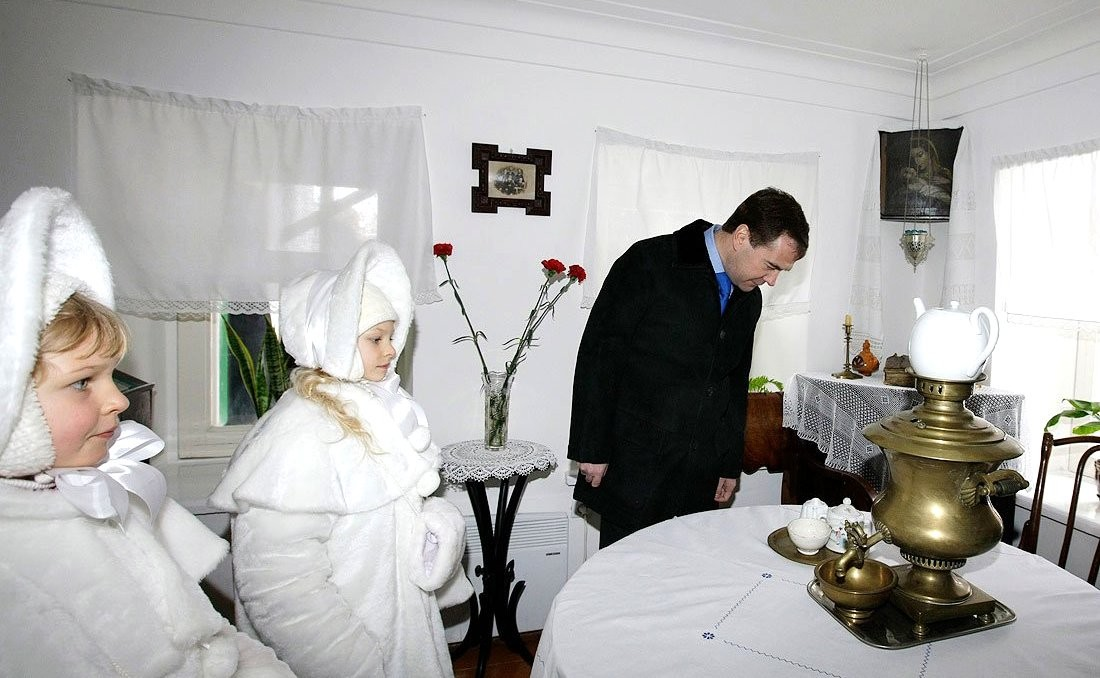
У будинку Чехова, 2010

Рішення про купівлю прийнято в 1916 році, але потім ще цілих чотири роки, перебуваючи на міському балансі як майбутній музей, будинок здавався для проживання приватних осіб.
У 1921 році над спорожнілим флігелем на громадських засадах взяли шефство два таганрозьких вчителя, Олена Федорівна Кузьменко та Федір Тимофійович Губа. Олена Федорівна Кузьменко, оселившись влітку 1921 року в цьому дворі, виявила на занедбаному флігелі меморіальну дошку. Кузьменко та Губа обмазали будиночок глиною, побілили стіни, підфарбували віконниці. Дізнавшись про задум створити музей потягнулися у двір люди, чиї долі якимось чином перетиналися з сім'єю Чехова. Передали в збори гімназійний табель з оцінками Чехова, який дивом зберігся, його твори, картину написану братом Миколою. Виготовили навіть копію посудного начиння, щоб заповнити порожній кухонний закуток.
В 1926 році біля будинку вперше зацвіли саджанці вишневих дерев, висаджених на гроші міськради. Тоді ж відкрилася перша музейна експозиція, що ілюструє таганрозький період життя Антона Павловича. Губа і Кузьменко поєднували обов'язки екскурсоводів та доглядачів музею.